# Garip Adaları

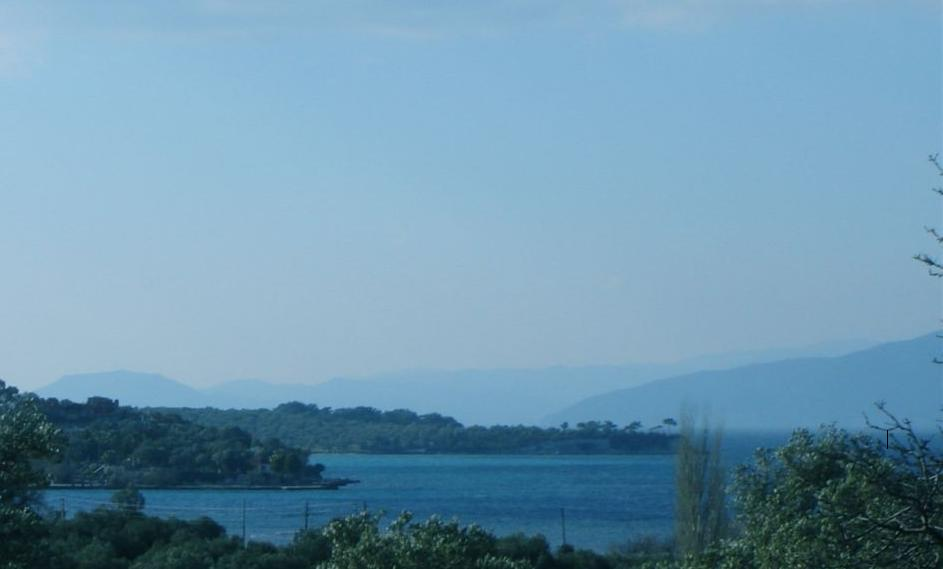
Inselgruppe Garip Island (2006)

Garip Adaları (neugriechisch Αργινούσσες Arginousses) ist der Name einer kleinen, zur Türkei gehörenden Inselgruppe in der Ägäis. Sie liegt vor der kleinasiatischen Küste östlich der griechischen Insel Lesbos. Die Gruppe besteht aus den Inseln Garip und Kalem sowie einer wesentlich kleineren dritten Insel westlich von Garip.
In der Antike wurden die Inseln als Arginusen (altgriechisch Ἀργινούσσαι Arginoussai) bezeichnet; in der Schlacht bei den Arginusen (406 v. Chr.) des Peloponnesischen Krieges besiegten die Athener die Flotte der Spartaner.
Koordinaten: 39° 0′ 19″ N, 26° 47′ 25″ O